# 今小路基冬
今小路 基冬（いまのこうじ もとふゆ）は、南北朝時代の公卿。権大納言・今小路良冬の子。官位は従一位・権大納言。二条良基の子とされていたという。

## 経歴
以下、『公卿補任』と『尊卑分脈』の内容に従って記述する。
- 延文元年（1356年）12月25日、従三位に叙される[2]。左中将は元の如し。
- 延文3年（1358年）1月7日、正三位に昇叙。同年3月30日、近江権守を兼ねる。
- 貞治5年（1366年）4月19日、従二位に昇叙。
- 応安2年（1369年）12月19日、権中納言に任ぜられる。
- 応安4年（1371年）1月5日、正二位に昇叙。
- 応安7年（1374年）12月13日、権大納言に任ぜられる。
- 応安8年（1375年）2月7日、権大納言を辞した。
- 永徳2年（1382年）11月、従一位に叙せられるが[3]、同月21日に薨去。享年42。

## 従一位昇叙の背景
今小路家は摂関家二条家の庶流であるが、摂関家並の昇進を遂げ従一位にまで叙せられた背景は、足利義満の覇権が確立しつつある時期に、同時代に従一位に叙せられた他の公卿と同様に北朝政権と足利義満に忠実な立場であったからと考えられる。

## 満済の実父
室町幕府の政権運営に大きな影響力を発揮した醍醐寺三宝院の満済は、『尊卑分脈』では基冬の孫であるが、『大日本史料』第7編の資料では基冬の子としている。

## 系譜
- 父：今小路良冬（1322?-?）
- 母：不詳
- 妻：不詳
  - 男子：今小路師冬
  - 男子：満済